# Bakkeby
Bakkeby est une localité du comté de Troms, en Norvège.

## Géographie
Administrativement, Bakkeby fait partie de la kommune de Nordreisa.